# نجم متغير كارثي

نجم متغير كارثي- غير مغناطيسي قزم أبيض (ازرق) يتزود بالمادة من مرافقة (احمر) الواقع في حيز روش.

نجم متغير كارثي النجوم المتغيرة الكارثية (CV) أو المتفجرة شبة مستعرة, هي النجوم التي يزيد سطوعها بشكل غير منتظم بمعدلات كبيرة، ثم تتراجع وصولا إلى حالة من السكون. سميت في البداية novae، من الكلمة اللاتينية «الجديدة»، نتيجة لسطوعها المفاجئ حيث تبدو وكانها نجوم جديد في السماء .
النجوم المتغيرة الكارثية نجوم تظهر فورة في السطوع نتيجة انفجارات شديدة وعنيفة ناجمة عن العمليات الحرارية التي تحدث إما على سطح النّجم أو داخله. وهي نجوم ثّنائية عبارة عن نجمين متقاربين لهما تأثير مشترك على كتلتيهما ويتكون هذا النظام الثنائي من قزم أبيض يتزود بالمادة من مرافقة والنجوم قريبة جدا من بعضها البعض إلى درجة ان جاذبية القزم الأبيض تشوه النجم الأخر كثيرا ما يشار إلى النجم المرافق باسم النجم المانح.
المادة المنحدرة، التي عادة ما تكون غنية بالهيدروجين، تشكل في معظم الحالات قرص التنامي حول القزم الأبيض. وغالبا ما تشاهد انبعاث الأشعة فوق البنفسجية والأشعة السينية القوية من القرص المزود، والمدعومة من فقدان طاقة الجاذبية الكامنة من المواد المنحدرة .
قد يكون القرص المزود عرضة لعدم الاستقرار مما يؤدي إلى فورة مستعر قزم، عندما يتغير الجزء الخارجي للقرص من وضع بارد، ساكن إلى وضع أكثر سخونة وأكثر إشراقا لبعض الوقت، قبل العودة إلى الوضع البارد ويمكن ان تتكرر هذة العملية في جدول زمني يمتد من أيام إلى عدة عقود.

## تصنيف
تنقسم المتغيرات الكارثية إلى عدة مجموعات صغيرة، وغالبا ما تسمى نسبة إلى معالم صنف النموذج المبدئي للمعان النجم. في بعض الحالات المجال المغناطيسي للقزم الأبيض قوي بما فيه الكفاية لتشوية داخل قرص التنامي أو حتى منع القرص تماما من التشكل .
الأنظمة المغناطيسية غالبا ما تظهر استقطاب قوي ومتغير في سلوك الطيف المرئي، وبالتالي فهي تسمى أحيانا القطبية. هذه غالبا ما يظهر غزارة قليلة في تقلبات السطوع ما يفترض أن يكون سببة فترة دوران القزم الأبيض.
| *نجوم زي كام أو زي الزرافة (UGZ) | تتوقف مؤقتا عند سطوع معين اقل من الذروة |
| *نجوم اس يو الدب الأكبر (UGSU),  | هي أكثر إشراقا من المعدل |
| * نجوم SS الدجاجة (UGSS)         | يزيد سطوع هذة الفئة من 2 إلى 6 قدر ظاهري خلال فترة من يوم إلى يومين، وانخفاض أطول إلى حد ما. الفاصل الزمني المتوسط بين النوبات يتراوح من حوالي 10 أيام إلى عدة سنوات. |

| نجم الجاثي المتغير AM Herculis   | Polar (cataclysmic variable star) |
| نجم الجاثي الكارثي متوسط القطبية | DQ Herculis .                     |

## وصلات خارجية
- The Catalog and Atlas of Cataclysmic Variables
- TPP/CVcat - a catalogue of Cataclysmic Variable Stars
- RKcat (Ritter and Kolb), 7th edition
- CVNet, a web site and community for CV enthusiasts and researchers - features announcements of new discoveries
- A Beginner's Guide to Cataclysmic Variables - features a very good categorisation of the different classes of stars
- Cataclysmic Variables, NASA's HEASARC page